# Lestrimelitta niitkib
Lestrimelitta niitkib är en biart som beskrevs av Ayala 1999. Lestrimelitta niitkib ingår i släktet Lestrimelitta och familjen långtungebin. Inga underarter finns listade i Catalogue of Life.